# Détecteur quatre quadrants
La famille des détecteurs quatre quadrants ou plus simplement détecteurs à quadrants est composée de quatre photodiodes (les quadrants). 
La caractéristique principale de cette famille est l’absence d’espace-mort, ce qui permet de détecter tout le signal.

## Utilisation
Les détecteurs à quadrants sont principalement utilisé pour gérer la précision de télédétection par laser. 
Les domaines d'utilisation sont nombreuses, allant de la recherche à l'industrie, jusqu'à de simples détecteurs de métaux. 
On en retrouve par exemple dans des guidages d'arme par laser, des synchrotrons, le domaine spatial, notamment sur LISA ou l'industrie pour différentes mesures telles que des longueurs et vitesses.  